# Keith Leonard
Keith Leonard (Birmingham, 10 novembre 1950) è un allenatore di calcio ed ex calciatore inglese, di ruolo attaccante.

## Carriera

### Giocatore
Dopo aver giocato a livello semiprofessionistico con vari club non-League (Kidderminster, Darlaston ed Highgate United), il 15 aprile 1972 viene tesserato dall'Aston Villa, club di seconda divisione; nella stagione 1972-1973 gioca solamente 2 partite. L'anno seguente, dopo essersi rotto una gamba in un incidente d'auto, viene ceduto in prestito al Port Vale, club di Third Division, dove rimane dal novembre del 1973 al febbraio del 1974 totalizzando 13 presenze ed una rete. Fa quindi ritorno all'Aston Villa, con cui nella seconda parte della stagione mette a segno una rete in 7 presenze in seconda divisione. La stagione 1974-1975 è invece la migliore della sua carriera: oltre a giocare da titolare nella vittoriosa finale di Coppa di Lega (competizione in cui complessivamente va a segno per 3 volte in 5 presenze), realizza anche 2 reti in 3 presenze in FA Cup e, con 7 reti in 22 presenze, contribuisce a conquistare la promozione in prima divisione. Nella stagione 1975-1976 mette a segno 3 reti in 7 presenze in First Division ed un gol nell'unica presenza stagionale in Coppa di Lega, salvo poi subire un grave infortunio ad un ginocchio che di fatto lo costringe a ritirarsi all'età di 26 anni.

### Allenatore
L'allenatore dell'Aston Villa Ron Saunders dopo il suo prematuro ritiro lo assume per un anno come suo vice; in seguito allena fino al 1982 nelle giovanili del club, vincendo anche una FA Youth Cup nella stagione 1979-1980. Nel 1982 segue Saunders al Birmingham City, dove lavora come vice. Nella stagione 1985-1986 per una partita (la ventisettesima giornata della First Division 1985-1986) diventa anche allenatore della prima squadra, in seguito all'esonero di Saunders; viene comunque subito sostituito da John Bond. L'anno seguente lavora ancora come vice di Saunders, al West Bromwich, per poi ritirarsi definitivamente dal mondo del calcio.

## Palmarès

### Giocatore

#### Competizioni nazionali
- Coppa di Lega inglese: 1

Aston Villa: 1974-1975

### Allenatore

#### Competizioni giovanili
- FA Youth Cup: 1

Aston Villa: 1979-1980